# Полищук, Александр Сергеевич
Александр Сергеевич Полищук (29 сентября 1969, Херсон, Херсонская область, Украинская ССР, СССР — 17 декабря 1996, СИЗО-28, Херсон, Херсонская область, Украина) — украинский серийный убийца, совершивший в период с 1993 года по 31 декабря 1994 года на территории города Херсон не менее 11 убийств женщин и детей, сопряжённых с изнасилованием. В декабре 1995 года Александр Полищук был приговорён к смертной казни, однако его приговор не был приведен в исполнение, так как 17 декабря 1996 года он умер находясь в СИЗО от пневмонии. Известен под прозвищем «Херсонский Чикатило».

## Биография

### Жизнь до убийств
Александр Полищук родился 29 сентября 1969 года в Херсоне (Украинская ССР). Детство и юность провёл в социально благополучной обстановке. В школьные годы Полищук занимался восточными единоборствами, благодаря чему имел среди сверстников прозвище «Саша Шаолинь». После окончания школы в 1987 году Александр Полищук был призван в Советскую армию. После демобилизации он вернулся в Херсон, где устроился на работу в милицию, получив впоследствии звание сержанта. В этот период он женился на одной из местных девушек, которая родила ему 2 детей. После распада СССР и сложившейся социально-экономической ситуации в стране Александр Полищук из-за низкой оплаты труда в милиции стал испытывать материальные трудности, вследствие чего начиная с конца 1992 года стал подрабатывать в свободное от работы время частным извозом. В 1993 году психическое состояние Полищука резко ухудшилось. Он познакомился с представителями секты кришнаитов, стал их адептом и периодически ездил в Киев для посещений их собраний.

### Серия убийств
В период с 1993 года по 31 декабря 1994 года Полищук совершил как минимум 11 доказанных убийств девушек, женщин и детей, сопряжённых с изнасилованиями. В конце декабря 1994 года Александр Полищук изнасиловал и вырезал целую семью: дочь, мать и бабушку. Через несколько дней, 31 декабря того же года он совершил двойное убийство. Его жертвами стала жена одного из его знакомых и их малолетний сын. Изнасиловав и убив женщину на глазах мальчика, Полищук уложил его спать, после чего зарезал тремя ударами ножа.

### Арест, следствие, суд и смерть
Для расследования убийств в Херсоне была создана оперативно-целевая группа, которую возглавил полковник милиции Валерий Григорьевич Вишневой, заместитель начальника управления уголовного розыска. Во время расследования двух последних убийств, правоохранительные органы нашли свидетеля, который видел как из квартиры, где произошло двойное убийство — выходил милиционер. На основании его показаний был составлен фоторобот преступника, по которому муж убитой женщины опознал Александра Полищука. В январе 1995 года за ним было установлено наблюдение. Так как в этот период Полищук демонстрировал признаки психического расстройства и проявлял девиантное поведение, он был задержан и подвергнут допросу. Согласно свидетельствам Валерия Вишневого, Александр Полищук во время допроса первоначально отрицал свою причастность к серии убийств и изнасилований, после чего впал в состояние гнева и ярости, начал читать молитвы и нелицеприятно высказываться в адрес человечества, обвиняя всех в своих жизненных неудачах. Лишь на пятом часу допроса, Полищук признал свою причастность к совершению 11 убийств, однако заявил, что все преступления он совершил будучи под влиянием потусторонних сил, которые отдавали ему приказы с помощью голосов неустановленного происхождения. Начиная с января 1995 года Полищук в течение следующих нескольких месяцев будучи под конвоем принимал участие в следственных экспериментах на территории города Херсон, где на месте совершения всех убийств и изнасилований показывал следователям свои действия и рассказывал обстоятельства, при которых были совершены преступления.
Весной по ходатайству адвокатов Полищука была проведена судебно-медицинская экспертиза, по результатам которой он был признан вменяемым, хотя у него и было выявлены признаки психопатии с нарушением сексуального влечения в форме садизма. Судебный процесс открылся в июле 1995 года. 18 декабря 1995 года суд собранную следствием доказательственную базу признал исчерпывающей, вследствие чего признал Александра Полищука виновным в совершении 11 убийств и приговорил его к смертной казни. Во время расследования и суда Полищук содержался в СИЗО-28 города Херсона, где после окончания судебного процесса в начале 1996 года сильно заболел. У него в ходе медицинского освидетельствования была диагностирована пневмония, от осложнений которой он умер 17 декабря 1996 года.